# Consonne palatale
Cette page contient des caractères spéciaux ou non latins. S’ils s’affichent mal (▯, ?, etc.), consultez la page d’aide Unicode.

Position de la langue pour l'articulation d'une consonne palatale

Une consonne palatale est, en phonétique articulatoire, une consonne dorsale dont le lieu d'articulation est situé sur la partie supérieure du palais dite palais dur (par opposition au palais mou ou voile du palais) ; l'organe articulateur est le dos de la langue.

## Palatales de l'API
L'alphabet phonétique international recense les palatales suivantes, données avec quelques exemples :
- occlusives
  - [c], occlusive palatale sourde
hongrois : hattyú [hɒcːuː] (« cygne »)
  - [ɟ], occlusive palatale sonore
letton : ģimene [ɟimene] (« famille »)
- nasales
  - [ɲ], nasale palatale
espagnol mañana [maˈɲana] (« demain »)
portugais minhoca [miˈɲokɐ] (« ver de terre »)
- fricatives
  - [ç], fricative palatale sourde
allemand : ich [ɪç] (« je »)
  - [ʝ], fricative palatale sonore
espagnol rayo [raʝo] (« éclair »)
- spirantes
  - [j], semi-voyelle palatale
anglais : yes [jɛs] (« oui »)
français : ail [aj]
  - [ʎ], latérale palatale
italien : gli [ʎi] (« les »)
 portugais : talha [ˈtaʎɐ] (« taille »)
- clic
  - ǂ, clic palatal
- injective
  - [ʄ], injective palatale
sindhi : [ʄəʈu] (« illettré »)

## En français
Le français compte deux consonnes palatales phonémiques : 
- la semi-voyelle [j], diversement écrite il(l) (ex. travail, feuille, taillis), y devant ou entre voyelles (ex. yourte, payer, cyan), i devant voyelle (ex. tiers, confiance, fiction), plus rarement ï entre voyelles (ex. aïeul, aïoli) ;
- la nasale [ɲ], généralement écrite gn comme dans gnôle, gagner, montagne.

Par ailleurs, les occlusives palatales [c] et [ɟ] y existent phonétiquement comme  allophones des occlusives vélaires /k/ et /g/ devant les voyelles antérieures et /j/.
En outre, le français comportait jadis la consonne latérale palatale [ʎ], notée par la graphie il(l), mais elle est devenue /j/ en français contemporain. Cette modification phonétique s'est achevée au XIXe siècle. Une évolution comparable est aujourd'hui en cours en espagnol, dont maints locuteurs prononcent /ʎ/(écrit ll) comme /ʝ/ (écrit y ou i devant voyelle) : ce phonème porte le nom de yeísmo.

## Palatalisation
Une consonne possédant un point d'articulation différent peut être palatalisée, c'est-à-dire qu'au cours de son émission le dos de la langue se courbe pour approcher du palais dur. Dans le domaine des langues slaves, et parfois en français, une consonne palatalisée est dite mouillée.
La palatalisation d'une consonne est notée par le symbole en exposant [ʲ] ; par exemple, пять « cinq » en russe se prononce [pʲætʲ] avec un [p] et un [t] palatalisés.